# Hautefontaine
Hautefontaine és un municipi francès, situat al departament de l'Oise i a la regió dels Alts de França. L'any 2007 tenia 254 habitants.

## Demografia

### Població
El 2007 la població de fet de Hautefontaine era de 254 persones. Hi havia 104 famílies de les quals 28 eren unipersonals (20 homes vivint sols i 8 dones vivint soles), 28 parelles sense fills, 40 parelles amb fills i 8 famílies monoparentals amb fills.
La població ha evolucionat segons el següent gràfic:
Habitants censats

### Habitatges
El 2007 hi havia 133 habitatges, 103 eren l'habitatge principal de la família, 15 eren segones residències i 14 estaven desocupats. 110 eren cases i 6 eren apartaments. Dels 103 habitatges principals, 70 estaven ocupats pels seus propietaris, 26 estaven llogats i ocupats pels llogaters i 8 estaven cedits a títol gratuït; 1 tenia una cambra, 8 en tenien dues, 30 en tenien tres, 25 en tenien quatre i 40 en tenien cinc o més. 74 habitatges disposaven pel capbaix d'una plaça de pàrquing. A 52 habitatges hi havia un automòbil i a 45 n'hi havia dos o més.

### Piràmide de població
La piràmide de població per edats i sexe el 2009 era:
| Homes | Edats   | Dones |
| ----- | ------- | ----- |
| 0     | 95 o +  | 0     |
| 0     | 90 a 94 | 0     |
| 4     | 85 a 89 | 0     |
| 0     | 80 a 84 | 0     |
| 4     | 75 a 79 | 0     |
| 4     | 70 a 74 | 4     |
| 12    | 65 a 69 | 0     |
| 4     | 60 a 64 | 16    |
| 8     | 55 a 59 | 4     |
| 8     | 50 a 54 | 16    |
| 12    | 45 a 49 | 8     |
| 24    | 40 a 44 | 12    |
| 12    | 35 a 39 | 8     |
| 0     | 30 a 34 | 0     |
| 8     | 25 a 29 | 0     |
| 12    | 20 a 24 | 0     |
| 16    | 15 a 19 | 8     |
| 16    | 10 a 14 | 8     |
| 0     | 5 a 9   | 4     |
| 0     | 0 a 4   | 8     |

## Economia
El 2007 la població en edat de treballar era de 189 persones, 147 eren actives i 42 eren inactives. De les 147 persones actives 134 estaven ocupades (80 homes i 54 dones) i 13 estaven aturades (5 homes i 8 dones). De les 42 persones inactives 13 estaven jubilades, 13 estaven estudiant i 16 estaven classificades com a «altres inactius».

### Ingressos
El 2009 a Hautefontaine hi havia 94 unitats fiscals que integraven 229 persones, la mediana anual d'ingressos fiscals per persona era de 20.141 €.

### Activitats econòmiques
Dels 7 establiments que hi havia el 2007, 3 eren d'empreses de construcció, 1 d'una empresa de comerç i reparació d'automòbils, 1 d'una empresa d'hostatgeria i restauració, 1 d'una empresa de serveis i 1 d'una entitat de l'administració pública.
Dels 2 establiments de servei als particulars que hi havia el 2009, 1 era una fusteria i 1 lampisteria.
L'únic establiment comercial que hi havia el 2009 era una adrogueria.
L'any 2000 a Hautefontaine hi havia 5 explotacions agrícoles que ocupaven un total de 610 hectàrees.

## Equipaments sanitaris i escolars
El 2009 hi havia una escola maternal integrada dins d'un grup escolar amb les comunes properes formant una escola dispersa.

## Poblacions més properes
El següent diagrama mostra les poblacions més properes.